# ميستري كايس فايلز
ميستري كايس فايلز (المعروفة أيضًا باسم MCF) هي سلسلة ألعاب فيديو تم تطويرها في الأصل بواسطة الاستوديوهات الداخلية لـبيغ فيش غايمز. وقد تم تطوير بعض الأقسام بواسطة ايبيكس انترتينمنت بين 2015 و2019 واليفانت غايمز التي طورت تكميلات من 2013 إلى 2014. الآن، تم تطوير أحدث الأقسام بواسطة غرنادما ستيديوز. ومن المعروف عن اللعبة حالة الغموض حيث، من أجل التقدم من خلال اللعبة، اللاعب يلعب دور المحقق والمفتش ويجب عليه العثور على عدد معين من العناصر المخفية في مكان ما على مشهد رسمت أحداثه أو دوّنت داخل الملفات الذي يمتلكها.
في عام 2007، قدرت شركة بيغ فيش غايمز أن «100 مليون شخص لديهم على الأقل عينات من الإصدارات التجريبية»  من ألعاب ميستري كايس فايلز منذ الإطلاق الأولي لـلعبة هانتسفيل.
تم إصدار أحدث إصدار في السلسلة، ميستري كايس فايلز: كروسفايد، في 25 نوفمبر 2020، وهي اللعبة رقم 22 في السلسلة.

## اللعب
حددت ميستري كايس فايلز: هانتسفيل إدخال لعبة الكائنات المخفية - وهي نوع من تطوير الألعاب العرضية حيث يجب على اللاعب تحديد قائمة بالأشياء المخفية بين العديد من الكائنات الأخرى على شاشة الكمبيوتر. بمجرد تحديد اللاعب لجميع الكائنات المخفية المدرجة، يتقدمون إلى المنطقة التالية من طريقة اللعب. في حالة عجز اللاعب عن العثور على كائن مطلوب، تقدم العديد من ألعاب الكائنات المخفية عددًا محدودًا من التلميحات.
مثل جميع عناوين اللعبة، تعتمد هانتسفيل بشكل كبير على طريقة لعب الكائنات المخفية. عند الانتهاء من كل لغز كائن مخفي، يعود اللاعبون إلى «كمبيوتر الجريمة» حيث يقومون بحل الألغاز اللاحقة من أجل جمع الأدلة والمساعدة في تحديد مكان اللص. يمنح اللاعب مقدارًا محدودًا من الوقت لإكمال كل لغز. إذا فشل اللاعب في إكمال اللغز بنجاح في هذا الوقت، فعليه أن يبدأ مرة أخرى بسيناريو جديد تمامًا.
وتعتمد نسخة برايم ساسبكت بشكل كبير على طريقة لعب الكائنات المخفية أيضًا، ولكنها تقدم جهازًا جديدًا لن يعمل إلا إذا وجد اللاعب بطاريات في أي مشهد من الأشياء المخفية. يتيح الجهاز الجديد للاعب أن يرى من خلال الجدران للعثور على الشيء المخفي. يتعين على اللاعب جمع الأدلة في فترة زمنية محدودة واستنتاج المشتبه به الذي من المرجح أن يكون قد سرق ماسة أمل الملكة.
تسمح نسخة رايفانهارست للاعب بجمع الصفحات المفقودة من مذكرات «ايما» بالاعتماد بشكل كبير على مشاهد الأشياء المخفية. ويتم تقديم الألغاز إلى طريقة اللعب حيث يجب على اللاعبين حلها لفتح كل باب في القصر من أجل الوصول إلى الغرف المقفلة. في نهاية اللعبة، يجب العثور على المفاتيح في جميع أنحاء القصر من أجل تحرير روح إيما من القصر.

## الألعاب

### هانتسفيل
ميستري كايس فايلز: هانتسفيل هي الدفعة الأولى في امتياز السلسلة وتم إصدارها في نوفمبر 2005. يلعب اللاعب دور المحقق الرئيسي لحل سلسلة من الجرائم التي تبدو عشوائية في بلدة هانتسفيل الصغيرة. تحتوي اللعبة على عدد من المواقع لاستكشاف وتقديم جهاز كومبيوتر الجرائم الذي لا يزال جزءًا رئيسيًا من السلسلة. مع تقدم المستويات، يكتشف المحقق أن المجرمين المقبوض عليهم مرتبطون بمنظمة خاصة تسمى STAIN كل عضو في المنظمة لديه علامة تجارية، وجميع الأعضاء لديهم وشم على شكل رأس هيكل موشوم على أي جزء من أجسادهم أو يوضع في العناصر. كل منهم لديهم أنماط مختلفة.
بعد إصدارها في 18 نوفمبر 2005، حطمت ملفات اللعبة هانتسفيل جميع سجلات مبيعات الألعاب غير الرسمية السابقة بأكثر من 100 ٪، حيث بيعت أكثر من مليون دولار من النسخ الموزعة رقميًا (التي تم تنزيلها) في أقل من ثلاثة أشهر.  ونتيجة لذلك، انتقلت إلى المراكز العشرة الأولى في المبيعات على جميع مواقع توزيع الألعاب غير الرسمية الرئيسية.
تم إصداره في البداية كتنزيل للعبة عبر الإنترنت لجهاز الكمبيوتر وبعد فترة وجيزة لنظام التشغيل ماك أو اس. في يوليو 2006، وقعت بيغ فيش غايمز اتفاقية مع اكتيف فيجن فاليو لتوزيع اللعبة بدءًا من سبتمبر 2006 في مواقع البيع بالتجزئة في جميع أنحاء الولايات المتحدة.

### برايم ساسبكت
تعتبر لعبة برايم ساسبكتهي الدفعة الثانية في امتياز السلسلة وتم إصدارها في أبريل 2006. تم تكليف اللاعب بالتحقيق في اختفاء ماسة الملكة صاحبة الأمل في العاصمة. والعناصر التي يتعين على اللاعبين اكتشافها لفتح المستويات اللاحقة (مثل العثور على بطارية لتشغيل مصباح يدوي). أصبحت الشخصيات أيضًا جزءًا أكثر بروزًا من السلسلة حيث يدور التحقيق حول شخصيات متعددة مع أشخاص مختلفين.
لاحظ موقع Gamezebo.com أن اللعبة تتمتع بفن جيد وقصة وإعادة تشغيل، ولكن المستويات اللاحقة كانت متكررة ولم تزداد الصعوبة.

### رافينهيرست
تعتبر هذه اللعبة هي الدفعة الثالثة في امتياز السلسلة، وتم إصدارها في ديسمبر 2006 وتتميز بتحقيق يركز على قصر غامض يقع في إنجلترا. يجد اللاعبون أشياء لفتح قطع مذكرات لمتابعة حياة ايما رافينهيرست. وقد قدمت هذه اللعبة ألغاز معقدة إلى السلسلة التي كانت مشابهة لأحجية روب غولدبرغ. وتم إعادة إصدار اللعبة لأجهزة نيتندو دي اس في أبريل 2013.
كانت اللعبة ثالث أكثر عناوين أجهزة الكمبيوتر مبيعًا في الولايات المتحدة للأسبوع المنتهي في التسوق السنوي في الجمعة السوداء" حيث بيعت 100000 نسخة في ستة أسابيع.

### مدام فايت
تعتبر لعبة مدام فايت هي الدفعة الرابعة في امتياز السلسلة وتم إصدارها في نوفمبر 2007. يحقق اللاعب في كرنفال مدام فايت وعمال الكرنفال لمعرفة أي منهم يتسبب في وفاة عراف الحظ في منتصف الليل. تقدم مدام فايت المزيد من أنواع الألغاز (بما في ذلك ألغاز الكلمات وكرة بلورية متعددة الألغاز) مع تغيير الطريقة التي يمكن للاعب من خلالها العثور على العناصر. في بعض الأحيان يجب على اللاعب الجمع بين عنصرين على الشاشة، وفي أحيان أخرى يجب عليه تحديد المناطق المخفية للتقدم. لا يزال الجزء الأكبر من اللعبة يعثر على أشياء مخفية، ولكن هناك الكثير من أنواع الألغاز الأخرى. تقدم اللعبة أيضًا كائنات متحولة يجب على اللاعبين العثور عليها في كل مشهد لفتح 3 مناطق سرية موجودة في الكرنفال. كما قدمت اللعبة أيضًا مشاهدة الكائنات المخفية في طريقة اللعب.

### العودة إلى رافينهيرست
تعتبر لعبة ميستري كايس فايلز: العودة إلى رافينهيرست هي الدفعة الخامسة في امتياز السلسلة وتم إصدارها في 26 نوفمبر 2008 لأعضاء بيغ فيش غايمز بينما كان الجمهور قادرًا على تنزيل هذه اللعبة في 27 نوفمبر 2008.  هذه اللعبة هي الدفعة الثانية في قصة رافينهيرست.
بالإضافة إلى مشاهد الأشياء المخفية، والتي كانت مميزة للعنوان الأول من سلسلة رايفانهارست، أضاف الناشرون «عنصر مغامرة رسومية يسمح للاعبين باستكشاف عالم رايفانهارست والتفاعل معه بشكل لم يسبق له مثيل».  الممكن الآن التنقل عبر قصر رافينهيرست، حيث تتفاعل الممتلكات المحيطة والعناصر المجمعة مع البيئة. تم دمج الألغاز ومشاهد الكائنات المخفية في مواقع مختلفة في جميع أنحاء اللعبة. يتم تمييز هذه المشاهد بإضاءة متكررة لجذب اهتمام اللاعب.و يعد الجزء الأول من السلسلة حيث يتم استخدام «العروض المؤلمة من الممثلين المباشرين».